# 14. Flak-Division
La 14. Flak-Division (14e division de Flak) est une division de lutte antiaérienne de la Luftwaffe allemande au sein de la Wehrmacht durant la Seconde Guerre mondiale.

## Historique
La 14. Flak-Division est mise sur pied le 1er février 1942 à Leipzig pour remplacer la 2. Flak-Division transférée sur le front de l'Est.

Elle reste à Leipzig durant toute la période de la guerre, quelques unités combattant au sol en mai 1945 à Pritzwalk.
Le Stab/Flak-Regiment 3 est transféré à Stettin en juin 1942 et devient indépendant sous le commandement du Luftgau III (pt).

Le Flakgruppe Niederschlesien est renommé Stab/Flak-Regiment 150 en mars 1944, et quitte la division, ainsi que le Stab/Flakscheinwerfer-Regiment 7 (o) en mai 1944.
Le Stab/Flak-Regiment 300 est renommé Stab/Flak-Regiment 90 en mai 1944.

Le Stab/Flak-Regiment 120 (Flakgruppe Böhlen-Zeitz) rejoint la division en juillet 1944, suivi par le Stab/Flak-Regiment 138 (Flakgruppe Dresden) en août 1944.
Le Stab/Flak-Regiment 33 (o) est transféré à la 21. Flak-Brigade en novembre 1944, alors que le Stab/Flak-Regiment 138 (o) quitte la division pour la 4. Flak-Brigade le même mois.

## Commandement
| Début             | Fin              | Grade           | Nom                    |
| ----------------- | ---------------- | --------------- | ---------------------- |
| 3 février 1942    | 30 novembre 1942 | Generalleutnant | Walter Feyerabend (de) |
| 1er décembre 1942 | 15 mai 1944      | Generalleutnant | Rudolf Schulze         |
| 15 mai 1944       | 8 mai 1944       | Generalmajor    | Adolf Gerlach          |
| Mai 1944          | Mai 1944         | Oberst          | Max Hecht              |
| Mai 1944          | 2 mai 1945       | Generalmajor    | Adolf Gerlach          |
| ? 1945            | ? 1945           | Oberst          | Müller                 |

### Chef d'état-major (Ia)
| Début        | Fin          | Grade     | Nom           |
| ------------ | ------------ | --------- | ------------- |
| ?            | ?            | ?         | ?             |
| Janvier 1944 | 27 mars 1944 | Hauptmann | Karl Reinhard |
| 28 mars 1944 | Mai 1945     | Major     | Walter Vogel  |

## Organisation

### Rattachement
| Début            | Fin      | Commandement         |
| ---------------- | -------- | -------------------- |
| 1er février 1942 | Mai 1945 | Luftgau-Kommando III |

### Unités subordonnées
Formation le 1er février 1942 :
- Stab/Flak-Regiment 3 (o) (Flakgruppe Thüringen)
- Stab/Flak-Regiment 33 (o) (Flakgruppe Halle-Leuna)
- Stab/Flak-Regiment 300 (v) (Flakgruppe Leipzig)
- Stab/Flakscheinwerfer-Regiment 73 (o) (Flakscheinwerfergruppe Leipzig)
- Luftnachrichten-Abteilung 134

Organisation au 1er novembre 1943 :
- Stab/Flak-Regiment 33 (o) (Flakgruppe Halle-Leuna)
- Stab/Flak-Regiment 140 (o) (Flakgruppe Thüringen) à Weimar
- Stab/Flak-Regiment 300 (v) (Flakgruppe Leipzig)
- Stab/Flakscheinwerfer-Regiment 73 (o) (Flakscheinwerfergruppe Leipzig)
- Flakgruppe Niederschlesien in Breslau
- Luftnachrichten-Abteilung 134

Organisation au 1er janvier 1944 :
- Stab/Flak-Regiment 33 (o) (Flakgruppe Halle-Leuna)
- Stab/Flak-Regiment 140 (o) (Flakgruppe Thüringen) à Weimar
- Stab/Flak-Regiment 300 (v) (Flakgruppe Leipzig)
- Stab/Flakscheinwerfer-Regiment 7 (o) (Flakscheinwerfergruppe Stettin)
- Stab/Flakscheinwerfer-Regiment 73 (o) (Flakscheinwerfergruppe Leipzig)
- Flakgruppe Niederschlesien à Breslau
- I./Flak-Regiment 42 (mot.)
- Luftnachrichten-Abteilung 134

Organisation au 1er octobre 1944 :
- Stab/Flak-Regiment 33 (o) (Flakgruppe Halle-Leuna)
- Stab/Flakscheinwerfer-Regiment 73 (o) (Flakscheinwerfergruppe Leipzig)
- Stab/Flak-Regiment 90 (v) (Flakgruppe Leipzig)
- Stab/Flak-Regiment 120 (o) (Flakgruppe Böhlen-Zeitz)
- Stab/Flak-Regiment 138 (o) (Flakgruppe Dresden)
- Stab/Flak-Regiment 140 (o) (Flakgruppe Thüringen) à Weimar
- Luftnachrichten-Abteilung 134

### Livres
- Georges Bernage et François de Lannoy, Dictionnaire historique : la Luftwaffe, la Waffen-SS, 1939-1945, Bayeux, Éditions Heimdal, 1998, 480 p. (ISBN 978-2-84048-119-5, OCLC 42934551)
- (de) Karl-Heinz Hummel:Die deutsche Flakartillerie 1935 - 1945 - Ihre Großverbände und Regimenter, VDM Heinz Nickel, 2010